# Пиньятаро-Интерамна
Пиньятаро-Интерамна (итал. Pignataro Interamna) — коммуна в Италии, располагается в регионе Лацио, подчиняется административному центру Фрозиноне.
Население составляет 2447 человек, плотность населения составляет 102 чел./км². Занимает площадь 24 км². Почтовый индекс — 03040. Телефонный код — 0776.
Покровителем коммуны почитается Христос-Спаситель, празднование 6 августа.